# NGC 3962
NGC 3962 este o liner situată în constelația Cupa. A fost descoperită în 8 februarie 1785 de către William Herschel. Se află la o distanță de 36,31 de megaparseci de Pământ.